# District de Rahim Yar Khan
Le district de Rahim Yar Khan (en ourdou : ضلع رحیم یار خان) est une subdivision administrative du sud de la province du Pendjab au Pakistan. Constitué autour de sa capitale, Rahim Yar Khan, qui est par ailleurs l'une des plus importantes villes de la province, le district est entouré par le district de Rajanpur et de Muzaffargarh au nord, de Bahawalpur à l'est, l'Inde au sud, et enfin la province du Sind à l'ouest.
Le district est	situé dans le sud rural et agricole de la province du Pendjab, et dispose d'un climat chaud et sec. Sa population de près de cinq millions d'habitants parle le pendjabi et le saraiki.

## Démographie
Lors du recensement de 1998, la population du district a été évaluée à 3 141 053 personnes, dont environ 20 % d'urbains, et était ainsi la quatrième district le plus peuplé de la province. Le taux d'alphabétisation était de 33 % environ, dont 43 pour les hommes et 22 pour les femmes.
Le recensement suivant mené en 2017 pointe une population de 4 814 006 habitants, soit une croissance annuelle de 2,27 %, supérieure à la moyenne provinciale de 2,13 % mais inférieure à la moyenne nationale de 2,4 %. La taux d'urbanisation augmente très peu, à 21 %.
Sa capitale, Rahim Yar Khan, comptait 228 479 habitants d'après le recensement de 1998, et sa population était estimée à 353 112 habitants en 2009 selon une projection.
Diverses langues et dialectes sont parlés dans le district, dont le pendjabi, le saraiki et le riasti. La population est musulmane à plus de 96 %. Les hindous sont environ 4 % en 1998 et sont souvent concentrés vers la frontière indienne. Il y a aussi de petits groupes de sikhs.

## Administration

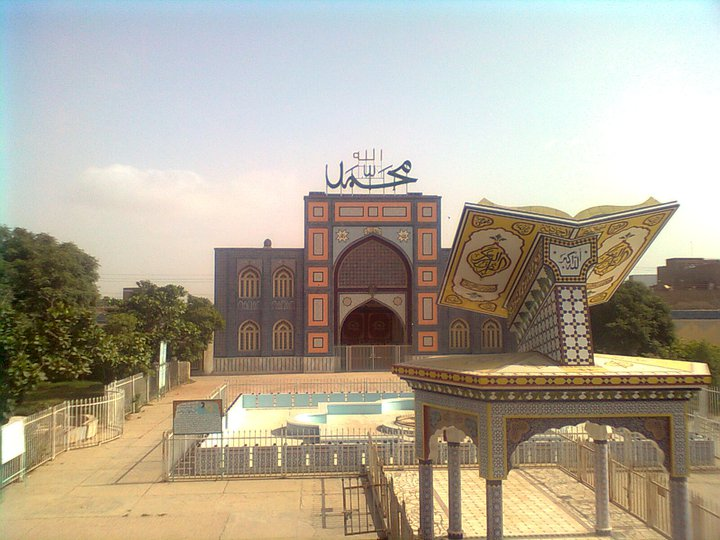
La mosquée de Bhong, dans le tehsil de Sadiqabad.

Le district est divisé en quatre tehsils (Khanpur, Liaqatpur, Rahimyarkhan et Sadiqabad) et 122 Union Councils. Neuf villes dépassent les 20 000 habitants, et la plus importante est la capitale Rahim Yar Khan, qui regroupait à elle seule près de 9 % de la population totale du district en 2017. Ces neuf villes regroupent quant-à elles l'ensemble de la population urbaine, selon le recensement de 2017.
Avant la réforme territoriale de 2000 et depuis sa restauration en 2008, le district de Rahim Yar Khan est au centre de la « division de Bahawalpur » qui est constituée autour de la grande ville voisine de Bahawalpur, bien plus vaste, puisqu'elle comprenait également les actuels districts de Bahawalpur et de Bahawalnagar.
| Ville             | Population (rec. 2017) |
| ----------------- | ---------------------- |
| Rahim Yar Khan    | 420 419                |
| Sadiqabad         | 239 677                |
| Khanpur           | 184 793                |
| Liaqauatpur       | 51 989                 |
| Zahir Pir         | 48 554                 |
| Kot Samaba        | 31 984                 |
| Trinda Sawai Khan | 31 721                 |
| Ahmed Pur Lamma   | 23 499                 |

## Politique
Le district est représenté par les treize circonscriptions no 285 à 297 à l'Assemblée provinciale du Pendjab. Lors des élections législatives de 2008, elles sont remportées par huit candidats du Parti du peuple pakistanais (PPP), deux de la Ligue musulmane du Pakistan (Q), deux autres de la Ligue musulmane du Pakistan (F) et un de la Ligue musulmane du Pakistan (N), et durant les élections législatives de 2013 elles ont été remportées par six candidats de la Ligue (N), quatre du PPP et trois indépendants. À l'Assemblée nationale, il est représenté par les six circonscriptions no 192 à 197. Lors des élections de 2008, elles ont été remportées par trois candidats de la Ligue (N), deux du PPP et un indépendant, et durant les législatives de 2013 elles sont remportées par quatre candidats du PPP, un de la Ligue (N) et un de la Ligue (F).
Avec le redécoupage électoral de 2018, Rahim Yar Khan est représenté par les six circonscriptions no 175 à 180 à l'Assemblée nationale et par les treize circonscriptions no 255 à 267 à l'Assemblée provinciale. Lors des élections de 2018, elles sont remportées dix candidats du Mouvement du Pakistan pour la justice, dont Khusro Bakhtiar, ainsi que six du PPP et trois de la Ligue (N).
| Parti                                        | Voix (national) | %       | Élus nationaux | Élus provinciaux |
| -------------------------------------------- | --------------- | ------- | -------------- | ---------------- |
| Mouvement du Pakistan pour la justice        | 464 634         | 34,85 % | 3              | 7                |
| Parti du peuple pakistanais                  | 395 074         | 29,63 % | 2              | 4                |
| Ligue musulmane du Pakistan (N)              | 305 710         | 22,93 % | 1              | 2                |
| Tehreek-e-Labbaik Pakistan                   | 12 921          | 0,97 %  | 0              | 0                |
| Autres partis                                | 15 402          | 1,16 %  | 0              | 0                |
| Indépendants                                 | 139 681         | 10,48 % | 0              | 0                |
| Total exprimés                               | 1 333 422       | 100 %   | 6              | 13               |
| Source : Commission électorale du Pakistan,. |                 |         |                |                  |